# Volejbol'nyj klub Ural
Il Volejbol'nyj Klub Ural (in russo волейбольный клуб Урал?) è un club di pallavolo maschile russo, con sede a Ufa: milita nel campionato russo di Superliga.

## Storia
La formazione nacque nel 1992, con l'intento di portare la pallavolo d'alto livello in Baschiria. La squadra si iscrisse al campionato di secondo livello, ottenendo la promozione nel 1996. Da allora non ha mai lasciato il massimo campionato nazionale, la Super League.
Due anni dopo la promozione, nel 1998, ottenne quello che per ora il suo miglior risultato, terminando al 5º posto il campionato. Nel 1999 giunse in finale di Coppa di Russia. Il quinto posto in campionato venne ripetuto anche nel 2006, permettendo quindi di partecipare per la prima volta ad un torneo continentale.
Nella Coppa CEV 2006-2007 il cammino si interruppe ai quarti di finale.

## Rosa 2014-2015
| N° | Nome                | Ruolo | Data di nascita   | Nazionalità sportiva |
| -- | ------------------- | ----- | ----------------- | -------------------- |
| 1  | Vladislav Žloba     | P     | 2 marzo 1982      | Russia               |
| 2  | Pavel Zajcev        | P     | 11 gennaio 1987   | Russia               |
| 3  | Grigorij Afinogenov | C     | 25 marzo 1980     | Russia               |
| 5  | Andrej Maksimov     | O     | 4 luglio 1985     | Russia               |
| 7  | Leonid Kuznecov     | C     | 7 agosto 1983     | Russia               |
| 8  | Maksim Botin        | S     | 15 luglio 1983    | Russia               |
| 8  | Vladimir Mel'nik    | S     | 21 luglio 1980    | Russia               |
| 9  | Sergej Andrievskij  | P     | 19 novembre 1986  | Russia               |
| 10 | Roman Jakovlev      | O     | 13 agosto 1976    | Russia               |
| 10 | Anton Sereda        | P     | 31 luglio 1995    | Russia               |
| 11 | Arkadij Kozlov      | C     | 30 gennaio 1981   | Russia               |
| 12 | Andrej Dranišnikov  | L     | 23 giugno 1990    | Russia               |
| 13 | Roman Danilov       | S     | 4 gennaio 1985    | Russia               |
| 14 | Aleksandr Rodinov   | C     | 20 luglio 1990    | Russia               |
| 15 | Andrej Kucmus       | S     | 5 dicembre 1986   | Ucraina              |
| 17 | Egor Feoktistov     | S     | 22 giugno 1993    | Russia               |
| 18 | Dimitrij Kiričenko  | L     | 16 giugno 1987    | Russia               |
| 20 | Ruslan Galimov      | S     | 20 settembre 1994 | Russia               |